# ペニーブラッド
『ペニーブラッド』（PENNY BLOOD）はPlayStation 5、Xbox Series X/S、PC（Steam、Epic Games、Microsoft Store）で発売予定のゲームソフト。

## 概要
PlayStation 2で発売されたRPGシリーズ『シャドウハーツ』の精神的続編である。『シャドウハーツ』の生みの親である町田松三によって企画された。総監督・脚本は町田が引き続き務め、キャラクターデザインの加藤美也子や作曲の弘田佳孝など、シリーズのスタッフが再集結する。ゲスト作曲家として植松伸夫と伊藤賢治も招かれ、それぞれ日本とアメリカの曲を担当する。
シャドウハーツシリーズは『シャドウハーツ・フロム・ザ・ニューワールド』の発売以降、続編・新作の開発が3度もスタッフの意志と関係なく中止となっていたが、町田は本作の構想を練り続け、ワイルドアームズシリーズの制作者である金子彰史との出会いを切っ掛けとして企画が始まった。金子も『ワイルドアームズ』の精神的続編『アームドファンタジア』を構想しており、Kickstarterにて両作の2作品同時のクラウドファンディング「ダブルキックスターターキャンペーン」を実施。最低目標の1億円（75万ドル）は初日に達成し、最終的に約3億7900万円という目標の4倍近い開発資金の調達に成功した。
シャドウハーツシリーズと同様に現実世界を舞台としており、狂騒の20年代にあたる1923年にてシャドウハーツシリーズでも舞台となっていたアメリカ合衆国、大日本帝国、中華民国、ヨーロッパなどを冒険する。シャドウハーツシリーズと直接の関連は無いが、池波正太郎作品の『鬼平犯科帳』『剣客商売』『仕掛人・藤枝梅安』のように世界観を共有しているという。歴史上の偉人も登場するが、彼らが持っていた意志や希望といったものは史実に沿った描き方をし、ただ名前を引用したキャラにはしないつもりだと町田は語っている。今作はシャドウハーツシリーズに比べて完全に「大人向け」としており、猟奇的でオカルトな要素を強めたダークホラーの世界観で、日本製RPGとしてはかなり挑戦的なものになる。一方、シャドウハーツシリーズの「愛と涙とお笑いのRPG」の面は変えておらずギャグ要素はよりパワーアップさせて盛り込まれ、前身となる『クーデルカ』からの常連キャラクターである「ロジャー・ベーコン」も完全に同一人物ではないながら登場すると発表されている。戦闘においても、「フュージョンモンスター」への変身、正気度を表す「サニティポイント」、ジャッジメントリングに代わる「サイコシギル」など、シャドウハーツシリーズの特徴が受け継がれている。
本編に先駆けて、前日譚となるPC用ローグライクRPG『ペニーブラッド：ヘルバウンド』、および本作に加えて『シャドウハーツ』から描かれてきた世界観の元で展開するサイドストーリー『ペニーブラッド・インヘリターズストーリー』（電子書籍）も発売された。

## 登場人物
マシュー・ファレル
本作の主人公。1895年生まれの28歳。アイルランド系アメリカ人で、ニューヨーク出身。BOI（捜査局）の長官ウィリアム・J・バーンズより極秘任務を受けて来日する私立探偵。第一次世界大戦に従軍後、帰国してからはアメリカの各地で起こる怪事件の捜査を行っている。フュージョンモンスターへの変身能力を持ち、彼の正体を知る者からは「ナイトレッチ（へっぽこ騎士）」と揶揄される。切り詰めたショットガンと格闘術を駆使して戦う。
エミリア・ドーソン
本作のヒロイン。1898年生まれの25歳。ロンドン出身で、イギリスの秘密情報部に所属する情報局員。片目と三肢をサイボーグ化しており、驚異的な戦闘能力を持つ。その激しい気性と抜群の任務遂行能力を買われ、英国で女性初の単独任務に従事する特別外事諜報官となった。
大月 須勢璃（おおつき すせり）
日本の対怪異殲滅機関カムヅミに所属する巫女参謀。東京出身。1906年生まれの17歳。代々鬼道を操る霊能者の家系で、怪異の出現をいち早く察知する能力があることからカムヅミの目として震霆組へ編入された。
ルカ
西ウクライナのリヴィウ出身の少年。1913年生まれの10歳。インヘリター（古き血を受け継ぐ者）と呼ばれる人類の一人であり、触れることで傷を癒やしたり、怒ると衝撃波を発するなど常人とは異なった肉体と能力を持つ。
ヴィトー・アンドリーニ
モンテカルロ市内の寂れたアパートに住んでいるインチキ奇術師。1884年生まれの39歳。アルコール中毒の上にギャンブル狂だが、優しく世話焼きな面を持つ。幻影を自在に操り人の心を惑わす力を持ち、過去には非合法の組織に属していたという。
キャンディ・ネーション
ニューヨークのお嬢様学校アーロンスクールに通う学生。1909年生まれの14歳。負けん気と正義感が強く、女性初のアメリカ大統領になるのが目標。思い込みが激しく暴走癖がある。
ゴライアス
フランケンシュタイン博士によって作られた人造人間。1820年頃生まれの100歳。長い年月で身体にガタが来ている。見た目に反して優しい心の持ち主であり、主人が替わっても従順に働き続けている。
ロクサーヌ・アーシャンボー
ニューヨークのジャズシンガー。1893年生まれの30歳。美声と美貌で多くの人々を虜にしている歌姫だが、実は人と吸血鬼の混血児ダンピールであり、裏では悪党や怪物から人々の生活を守っている。タイタニック号沈没事故の生き残りである。

## 訴訟問題
2024年11月22日、町田は本作の報酬支払請求事件としてダブルキックスターター・プロデューサー、バッジコンサルティング代表取締役であるベン・ジャッドと、ダンゲンエンターテインメント（ダブルキックスターター・キャンペーンチーム）を、大阪地方裁判所へ提訴した。